# Pierwszy rząd Massima D’Alemy

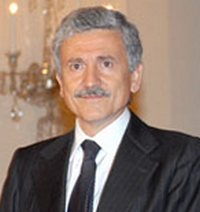
Massimo D’Alema

Pierwszy rząd Massima D’Alemy – rząd Republiki Włoskiej funkcjonujący od 21 października 1998 do 22 grudnia 1999.
Gabinet został ukonstytuowany po kryzysie parlamentarnym w wielopartyjnej koalicji ugrupowań lewicowych i centrowych, który doprowadził do wycofania swojego poparcia przez jedną z partii i związanej z tym dymisji premiera Romano Prodiego. Na czele rządu stanął postkomunista i lider Demokratów Lewicy, Massimo D’Alema, a sformowana przez niego Rada Ministrów uzyskała wotum zaufania w Izbie Deputowanych i Senacie XIII kadencji.
W skład rządu (poza premierem) wszedł jeden wicepremier, 18 ministrów resortowych i 7 ministrów bez teki.
Najwięcej ministrów rekomendowały takie partie, jak Demokraci Lewicy (DS), Włoska Partia Ludowa (PPI) i Unia Demokratyczna na rzecz Republiki (UDR). Swoich przedstawicieli do rządu wprowadziły też Partia Komunistów Włoskich (PdCI), Federacja Zielonych (Verdi), Włoscy Demokratyczni Socjaliści (SDI) i Odnowienie Włoskie (RI), a także stronnicy poprzedniego premiera (zorganizowani w ramach partii Demokraci).
Rząd ten funkcjonował przez ponad rok. 18 grudnia 1999 Massimo D’Alema podał się do dymisji, cztery dni później dokonał renegocjacji porozumień koalicyjnych, konstruując w efekcie swój drugi gabinet.

## Skład rządu
| funkcja                                             | minister             | partia      | okres urzędowania    | okres urzędowania |
| funkcja                                             | minister             | partia      | od                   | do                |
| --------------------------------------------------- | -------------------- | ----------- | -------------------- | ----------------- |
| premier                                             | Massimo D’Alema      | DS          | 21 października 1998 | 22 grudnia 1999   |
| wicepremier                                         | Sergio Mattarella    | PPI         | 21 października 1998 | 22 grudnia 1999   |
| minister spraw zagranicznych                        | Lamberto Dini        | RI          | 21 października 1998 | 22 grudnia 1999   |
| minister spraw wewnętrznych                         | Rosa Russo Iervolino | PPI         | 21 października 1998 | 22 grudnia 1999   |
| minister sprawiedliwości                            | Oliviero Diliberto   | PdCI        | 21 października 1998 | 22 grudnia 1999   |
| minister skarbu, budżetu i planowania gospodarczego | Carlo Azeglio Ciampi | bezpartyjny | 21 października 1998 | 13 maja 1999      |
| minister skarbu, budżetu i planowania gospodarczego | Giuliano Amato       | bezpartyjny | 13 maja 1999         | 22 grudnia 1999   |
| minister finansów                                   | Vincenzo Visco       | DS          | 21 października 1998 | 22 grudnia 1999   |
| minister obrony                                     | Carlo Scognamiglio   | UDR         | 21 października 1998 | 22 grudnia 1999   |
| minister edukacji                                   | Luigi Berlinguer     | DS          | 21 października 1998 | 22 grudnia 1999   |
| minister robót publicznych                          | Enrico Luigi Micheli | PPI         | 21 października 1998 | 22 grudnia 1999   |
| minister polityki rolnej i leśnej                   | Paolo De Castro      | Dem.        | 21 października 1998 | 22 grudnia 1999   |
| minister transportu                                 | Tiziano Treu         | RI          | 21 października 1998 | 22 grudnia 1999   |
| minister łączności                                  | Salvatore Cardinale  | UDR         | 21 października 1998 | 22 grudnia 1999   |
| minister przemysłu, handlu i turystyki              | Pier Luigi Bersani   | DS          | 21 października 1998 | 22 grudnia 1999   |
| minister pracy i ochrony socjalnej                  | Antonio Bassolino    | DS          | 21 października 1998 | 21 czerwca 1999   |
| minister pracy i ochrony socjalnej                  | Cesare Salvi         | DS          | 21 czerwca 1999      | 22 grudnia 1999   |
| minister handlu zagranicznego                       | Piero Fassino        | DS          | 21 października 1998 | 22 grudnia 1999   |
| minister zdrowia                                    | Rosy Bindi           | PPI         | 21 października 1998 | 22 grudnia 1999   |
| minister kultury                                    | Giovanna Melandri    | DS          | 21 października 1998 | 22 grudnia 1999   |
| minister środowiska                                 | Edo Ronchi           | Verdi       | 21 października 1998 | 22 grudnia 1999   |
| minister szkolnictwa wyższego, nauki i technologii  | Ortensio Zecchino    | PPI         | 21 października 1998 | 22 grudnia 1999   |
| minister ds. stosunków regionalnych                 | Katia Bellillo       | PdCI        | 21 października 1998 | 22 grudnia 1999   |
| minister ds. administracji publicznej               | Angelo Piazza        | SDI         | 21 października 1998 | 22 grudnia 1999   |
| minister ds. równouprawnienia                       | Laura Balbo          | Verdi       | 21 października 1998 | 22 grudnia 1999   |
| minister ds. polityki wspólnotowej                  | Enrico Letta         | PPI         | 21 października 1998 | 22 grudnia 1999   |
| minister ds. kontaktów z parlamentem                | Gian Guido Folloni   | UDR         | 21 października 1998 | 22 grudnia 1999   |
| minister ds. reform instytucjonalnych               | Giuliano Amato       | bezpartyjny | 21 października 1998 | 13 maja 1999      |
| minister ds. reform instytucjonalnych               | Antonio Maccanico    | Dem.        | 21 czerwca 1999      | 22 grudnia 1999   |
| minister ds. solidarności społecznej                | Livia Turco          | DS          | 21 października 1998 | 22 grudnia 1999   |